# 무룡산 (울산)
무룡산(舞龍山)은 울산광역시 북구과 동구 경계에 있는 산이다.

## 방송 송신 시설
| 디지털TV  |                         |            |                     |       |                                                  |
| 가상채널  | 방송국명                | 호출부호   | 물리채널            | 출력  | 가시청권                                         |
| CH 6-1    | ubc DTV                 | HLDP-DTV   | CH 30               | 2.5㎾ | 울산, 기장 일부, 경주 일부, 포항 일부            |
| CH 7-1    | KBS울산 DTV2            | HLKE-DTV   | CH 40               | 2.5㎾ | 울산, 기장 일부, 경주 일부, 포항 일부            |
| CH 9-1    | KBS울산 DTV1            | HLQB-DTV   | CH 28               | 2.5㎾ | 울산, 기장 일부, 경주 일부, 포항 일부            |
| CH 10-1   | EBS 1TV(지상파)         | HLQL-DTV   | CH 48               | 2.5㎾ | 울산, 기장 일부, 경주 일부, 포항 일부            |
| CH 10-2   | EBS 2TV                 | HLQL-DTV   | CH 48               | 2.5㎾ | 울산, 기장 일부, 경주 일부, 포항 일부            |
| CH 11-1   | 울산MBC DTV             | HLAU-DTV   | CH 34               | 2.5㎾ | 울산, 기장 일부, 경주 일부, 포항 일부            |
| UHDTV     |                         |            |                     |       |                                                  |
| 가상채널  | 방송국명                | 호출부호   | 물리채널            | 출력  | 가시청권                                         |
| 6-1       | ubc 울산방송 UHDTV      | HLDP-DTV   | CH 39               | 5㎾   | 울산, 기장 일부, 경주 일부, 포항 일부            |
| 7-1       | KBS울산 2TV             | HLKE-UHDTV | CH 56               | 5㎾   | 울산, 기장 일부, 경주 일부, 포항 일부            |
| 9-1       | KBS울산 1TV             | HLQB-UHDTV | CH 49               | 5㎾   | 울산, 기장 일부, 경주 일부, 포항 일부            |
| 11-1      | 울산MBC UHDTV           | HLAU-DTV   | CH 29               | 5㎾   | 울산, 기장 일부, 경주 일부, 포항 일부            |
| FM라디오  |                         |            |                     |       |                                                  |
| 주파수    | 방송국명                | 호출부호   |                     | 출력  | 가시청권                                         |
| 88.3MHz   | BBS 울산불교방송        | HLQU-FM    |                     | 1㎾   | 울산, 양산 일부, 기장 일부, 경주 일부, 포항 일부 |
| 90.7MHz   | 울산KBS 제1라디오       | HLQB-SFM   |                     | 1㎾   | 울산, 양산 일부, 기장 일부, 경주 일부, 포항 일부 |
| 92.3MHz   | ubc 그린FM              | HLDP-FM    |                     | 3㎾   | 울산, 양산 일부, 기장 일부, 경주 일부, 포항 일부 |
| 93.7MHz   | cpbc 부산가톨릭평화방송 | HLDW-FM    |                     | 500W  | 울산, 양산 일부, 기장 일부, 경주 일부, 포항 일부 |
| 97.5MHz   | 울산MBC 표준FM          | HLAU-SFM   |                     | 1㎾   | 울산, 양산 일부, 기장 일부, 경주 일부, 포항 일부 |
| 98.7MHz   | 울산MBC FM4U            | HLAU-FM    |                     | 3㎾   | 울산, 양산 일부, 기장 일부, 경주 일부, 포항 일부 |
| 100.3MHz  | 울산CBS 표준FM          | HLCD-FM    |                     | 3㎾   | 울산, 양산 일부, 기장 일부, 경주 일부, 포항 일부 |
| 101.9MHz  | 울산KBS 클래식FM        | HLQB-FM    |                     | 3㎾   | 울산, 양산 일부, 기장 일부, 경주 일부, 포항 일부 |
| 104.1MHz  | TBN 울산교통방송        | HLCV-FM    |                     | 1㎾   | 울산, 양산 일부, 기장 일부, 경주 일부, 포항 일부 |
| 105.9MHz  | EBS 라디오              | HLQL-FM    |                     | 3㎾   | 울산, 양산 일부, 기장 일부, 경주 일부, 포항 일부 |
| 107.3MHz  | febc 울산극동방송       | HLQR-FM    |                     | 3㎾   | 울산, 양산 일부, 기장 일부, 경주 일부, 포항 일부 |
| 지상파DMB |                         |            |                     |       |                                                  |
| 방송국명  | 채널목록                | 호출부호   | 채널(주파수)        | 출력  | 가시청권                                         |
| Busan MBC | myMBC TV                | HLKU-TDMB  | CH 12-A (205.280㎒) | 2㎾   | 울산, 양산 일부, 기장 일부, 경주 일부, 포항 일부 |
| U-KBS     | KBS STAR                | HLKA-TDMB  | CH 12-B (207.008㎒) | 2㎾   | 울산, 양산 일부, 기장 일부, 경주 일부, 포항 일부 |
| U-KBS     | HD KBS STAR             | HLKA-TDMB  | CH 12-B (207.008㎒) | 2㎾   | 울산, 양산 일부, 기장 일부, 경주 일부, 포항 일부 |
| U-KBS     | KBS HEART               | HLKA-TDMB  | CH 12-B (207.008㎒) | 2㎾   | 울산, 양산 일부, 기장 일부, 경주 일부, 포항 일부 |
| U-KBS     | KBS MUSIC               | HLKA-TDMB  | CH 12-B (207.008㎒) | 2㎾   | 울산, 양산 일부, 기장 일부, 경주 일부, 포항 일부 |
| KNN DMB   | KNNu                    | HLDG-TDMB  | CH 12-C (208.736㎒) | 2㎾   | 울산, 양산 일부, 기장 일부, 경주 일부, 포항 일부 |
| KNN DMB   | ubc u                   | HLDG-TDMB  | CH 12-C (208.736㎒) | 2㎾   | 울산, 양산 일부, 기장 일부, 경주 일부, 포항 일부 |

## 같이 보기
- 한국의 산